# Mileștii Mici
Mileștii Mici è un comune della Moldavia situato nel distretto di Ialoveni di 4 397 abitanti al censimento del 2004

## Località
Il comune è formato dall'insieme delle seguenti località (popolazione 2004):
- Mileștii Mici (3 693 abitanti)
- Piatra Albă (704 abitanti)